# Cymothoa
Genre
Cymothoa est un genre de crustacés isopodes de la famille des Cymothoidae. Les espèces sont des parasites de poissons.

## Espèces
Cymothoa asymmetrica - 
Cymothoa borbonica - 
Cymothoa brasiliensis - 
Cymothoa bychowskyi - 
Cymothoa carangii - 
Cymothoa carryensis - 
Cymothoa catarinensis - 
Cymothoa cinerea - 
Cymothoa curta - 
Cymothoa dufresni - 
Cymothoa elegans - 
Cymothoa epimerica - 
Cymothoa eremita - 
Cymothoa excisa - 
Cymothoa exigua - 
Cymothoa eximia - 
Cymothoa frontalis - 
Cymothoa gadorum - 
Cymothoa gerris - 
Cymothoa gibbosa - 
Cymothoa globosa - 
Cymothoa guadeloupensis - 
Cymothoa hermani - 
Cymothoa ianuarii - 
Cymothoa ichtiola - 
Cymothoa indica - 
Cymothoa liannae - 
Cymothoa limbata - 
Cymothoa marginata - 
Cymothoa nigropunctata - 
Cymothoa oestrum - 
Cymothoa paradoxa - 
Cymothoa parupenei - 
Cymothoa plebeia - 
Cymothoa propria - 
Cymothoa pulchrum - 
Cymothoa recifea - 
Cymothoa recta - 
Cymothoa rhina - 
Cymothoa rotunda - 
Cymothoa scopulorum - 
Cymothoa selari - 
Cymothoa slusarskii - 
Cymothoa sodwana - 
Cymothoa spinipalpa - 
Cymothoa truncata - 
Cymothoa vicina - 
Cymothoa sodwana
Nomina dubia: 
Cymothoa contracta - 
Cymothoa laticauda - 
Cymothoa rotundifrons - 